# Barbara Hershey
Barbara Hershey (n. 5 februarie 1948), pe numele său adevărat Barbara Lynn Herzstein, cunoscută și ca Barbara Seagull, este o actriță americană. Are o carieră de aproape 50 de ani, în care a jucat atât în producții de televiziune cât și lungmetraje. A jucat în producții diverse, de la comedii la western-uri. Și-a început cariera la vârsta de 17 ani. Abia târziu însă, în a doua jumătate a anului 1980, a fost remarcată de către presa de specialitate și public. Într-un articol din Chicago Tribune, a fost descrisă drept una din cele mai bune actrițe americane. A câștigat un premiu Emmy și un Glob de Aur pentru rolul din filmul A Killing in a Small Town (1990). În afara acestor premii, a mai primit două nominalizări pentru rolul Mariei Magdalena în filmul The Last Temptation of Christ, în anul 1989. Pentru prestația sa din filmele Shy People și A World Apart a câștigat două premii la Cannes. A jucat și în comediile semnate Woody Allen, Hannah and Her Sisters (1986) și cea a lui Garry Marshall, Beaches (1988). La începutul carierei sale era binecunoscută pentru spiritul hippie. Cariera sa a cunoscut însă un declin în timpul relației sale cu actorul David Carradine cu care are și un copil. Și-a schimbat și numele de scenă, lucru pe care l-a regretat mai târziu. În tot acest timp, presa a ridiculizat-o chiar atât pentru acest lucru, cât și pentru viața personală pe care și-a expus-o. Ulterior și-a reluat numele său adevărat, iar cariera a revenit pe făgașul normal. În 2010 a jucat rolul mamei, o fostă balerină, în filmul Black Swan, pentru care Natalie Portman a câștigat premiul Golden Globe pentru Cea mai bună actriță într-un rol principal.

## Filmografie

### Filme
| An   | Titlu                                                         | Rol                            | Note           |
| ---- | ------------------------------------------------------------- | ------------------------------ | -------------- |
| 1968 | With Six You Get Eggroll                                      | Stacey Iverson                 |                |
| 1969 | Heaven with a Gun                                             | Leloopa                        |                |
| 1969 | Last Summer                                                   | Sandy                          |                |
| 1970 | The Liberation of L.B. Jones                                  | Nella Mundine                  |                |
| 1970 | The Baby Maker                                                | Tish Gray                      |                |
| 1971 | The Pursuit of Happiness                                      | Jane Kauffman                  |                |
| 1972 | Dealing: or the Berkeley-to-Boston Forty-Brick Lost-Bag Blues | Susan                          |                |
| 1972 | Boxcar Bertha                                                 | Boxcar Bertha                  |                |
| 1973 | Love Comes Quietly                                            | Angela                         |                |
| 1974 | The Crazy World of Julius Vrooder                             | Zanni                          |                |
| 1975 | Diamonds                                                      | Sally                          |                |
| 1976 | The Last Hard Men                                             | Susan Burgade                  |                |
| 1976 | A Dirty Knight's Work                                         | Marion Evans                   |                |
| 1980 | The Stunt Man                                                 | Nina Franklin                  |                |
| 1981 | Take This Job and Shove It                                    | J.M. Halstead                  |                |
| 1982 | The Entity                                                    | Carla Moran                    |                |
| 1983 | The Right Stuff                                               | Glennis Yeager                 |                |
| 1984 | The Natural                                                   | Harriet Bird                   |                |
| 1986 | Hannah și surorile ei (1986)                                  | Lee                            |                |
| 1986 | Hoosiers                                                      | Myra Fleener                   |                |
| 1987 | Tin Men                                                       | Nora Tilley                    |                |
| 1987 | Shy People                                                    | Ruth                           |                |
| 1988 | A World Apart                                                 | Diana Roth                     |                |
| 1988 | The Last Temptation of Christ                                 | Mary Magdalene                 |                |
| 1988 | Beaches                                                       | Hillary Whitney Essex          |                |
| 1990 | Tune in Tomorrow...                                           | Aunt Julia                     |                |
| 1991 | Paris Trout                                                   | Hanna Trout                    |                |
| 1991 | Defenseless                                                   | Thelma 'T.K. Knudsen Katwuller |                |
| 1992 | The Public Eye                                                | Kay Levitz                     |                |
| 1993 | Cădere liberă (1993)                                          | Elizabeth "Beth" Travino       |                |
| 1993 | Swing Kids                                                    | Frau Müller                    |                |
| 1993 | Splitting Heirs                                               | Duchess Lucinda                |                |
| 1993 | A Dangerous Woman                                             | Frances                        |                |
| 1995 | Last of the Dogmen                                            | Prof. Lillian Diane Sloan      |                |
| 1996 | The Pallbearer                                                | Ruth Abernathy                 |                |
| 1996 | The Portrait of a Lady                                        | Madame Serena Merle            |                |
| 1998 | Frogs for Snakes                                              | Eva Santana                    |                |
| 1998 | A Soldier's Daughter Never Cries                              | Marcella Willis                |                |
| 1999 | Breakfast of Champions                                        | Celia Hoover                   |                |
| 1999 | Passion                                                       | Rose Grainger                  |                |
| 1999 | Drowning on Dry Land                                          | Kate                           |                |
| 2001 | Lantana                                                       | Dr. Valerie Somers             |                |
| 2003 | 11:14                                                         | Norma                          |                |
| 2004 | Riding the Bullet                                             | Jean Parker                    |                |
| 2007 | The Bird Can't Fly                                            | Melody                         |                |
| 2007 | Love Comes Lately                                             | Rosalie                        |                |
| 2008 | Uncross the Stars                                             | Hilda                          |                |
| 2008 | Childless                                                     | Natalie                        |                |
| 2009 | Albert Schweitzer                                             | Helene Schweitzer              |                |
| 2010 | Black Swan                                                    | Erica Sayers / The Queen       |                |
| 2010 | Insidious                                                     | Lorraine Lambert               |                |
| 2011 | Answers to Nothing                                            | Marilyn                        |                |
| 2013 | Insidious: Chapter 2                                          | Lorraine Lambert               |                |
| 2014 | Sister                                                        | Susan Presser                  | Post-producție |

### Televiziune
| An        | Titlu                                             | Rol                       | Note                                                                            |
| --------- | ------------------------------------------------- | ------------------------- | ------------------------------------------------------------------------------- |
| 1965      | Gidget                                            | Ellen                     | Episodul: "Chivalry Isn't Dead"                                                 |
| 1966      | Gidget                                            | Karen / Ellen             | Episoadele: "Love and the Single Gidget", "Ask Helpful Hannah"                  |
| 1966      | The Farmer's Daughter                             | Lucy                      | Episoadele: "The Fall and Rise of Steven Morley", "Lo, the Smart Indian"        |
| 1966      | Bob Hope Presents the Chrysler Theatre            | Casey Holloway            | Episodul: "Holloway's Daughters"                                                |
| 1966–1967 | The Monroes                                       | Kathy Monroe              | Rol principal (26 de episoade)                                                  |
| 1967      | Daniel Boone                                      | Dinah Hubbard             | Episodul: "The King's Shilling"                                                 |
| 1968      | Run for Your Life                                 | Saro-Jane                 | Episodul: "Saro-Jane, You Never Whispered Again"                                |
| 1968      | The Invaders                                      | Beth Ferguson             | Episodul: "The Miracle"                                                         |
| 1968      | The High Chaparral                                | Moonfire                  | Episodul: "The Peacemaker"                                                      |
| 1970      | Insight                                           | Judy                      | Episodul: "The Whole Damn Human Race and One More"                              |
| 1973      | Love Story                                        | Farrell Edwards           | Episodul: "The Roller Coaster Stops Here"                                       |
| 1974      | Kung Fu                                           | Nan Chi                   | Episoadele: "Besieged: Death on Cold Mountain", "Besieged: Cannon at the Gates" |
| 1976      | Flood!                                            | Mary Cutler               | Film TV                                                                         |
| 1977      | In the Glitter Palace                             | Ellen Lange               | Film TV                                                                         |
| 1977      | Just a Little Inconvenience                       | Nikki Klausing            | Film TV                                                                         |
| 1977      | Sunshine Christmas                                | Cody Blanks               | Film TV                                                                         |
| 1979      | A Man Called Intrepid                             | Madelaine                 | Miniserial TV                                                                   |
| 1980      | From Here to Eternity                             | Karen Holmes              | Serial TV                                                                       |
| 1980      | Angel on My Shoulder                              | Julie                     | Film TV                                                                         |
| 1982      | Twilight Theatre                                  | Various                   | Film TV                                                                         |
| 1982      | American Playhouse                                | Lenore                    | Episodul: "Weekend"                                                             |
| 1983      | Faerie Tale Theatre                               | The Maid                  | Episodul: "The Nightingale"                                                     |
| 1985      | My Wicked, Wicked Ways: The Legend of Errol Flynn | Lili Damita               | Film TV                                                                         |
| 1985      | Alfred Hitchcock Presents                         | Jessie Dean               | Episodul: "Wake Me When I'm Dead"                                               |
| 1986      | Passion Flower                                    | Julia Gaitland            | Film TV                                                                         |
| 1990      | A Killing in a Small Town                         | Candy Morrison            | Film TV                                                                         |
| 1992      | Stay the Night                                    | Jimmie Sue Finger         | Film TV                                                                         |
| 1993      | Return to Lonesome Dove                           | Clara Allen               | Miniserial TV                                                                   |
| 1993      | Abraham                                           | Sarah                     | Film TV                                                                         |
| 1998      | The Staircase                                     | Mother Madalyn            | Film TV                                                                         |
| 1999–2000 | Chicago Hope                                      | Dr. Francesca Alberghetti | Rol principal (22 de episoade)                                                  |
| 2002      | Daniel Deronda                                    | Contessa Maria Alcharisi  | Episodul: "1.3"                                                                 |
| 2003      | Hunger Point                                      | Marsha Hunter             | Film TV                                                                         |
| 2003      | The Stranger Beside Me                            | Ann Rule                  | Film TV                                                                         |
| 2004      | Paradise                                          | Elizabeth Paradise        | Film TV                                                                         |
| 2004–2005 | The Mountain                                      | Gennie Carver             | Rol principal (13 episoade)                                                     |
| 2008      | Anne of Green Gables: A New Beginning             | Older Anne Shirley        | Film TV                                                                         |
| 2010      | Agatha Christie's Poirot                          | Caroline Hubbard          | Episodul: "Murder on the Orient Express"                                        |
| 2012      | Left to Die                                       | Sandra Chase              | Film TV                                                                         |
| 2012–2013 | Once Upon a Time                                  | Cora / Queen of Hearts    | Rol secundar (12 episoade)                                                      |
| 2014      | Once Upon a Time in Wonderland                    | Cora / Queen of Hearts    | Episodul: "Heart of the Matter"                                                 |